# Двигатель Toyota G
Двигатели Toyota серии G — бензиновые рядные 6-цилиндровые двигатели производства Toyota, выпускавшиеся с 1979 по 2006 годы. Двигатели серии G выпускались только с одним объёмом в 2,0 литра (1998 см³). Двигатели получили ременной привод распредвала, но при его обрыве клапана не гнуло (за исключением VVT-i версии на IS200), позже также на головке с четырьмя клапанами на цилиндр с двумя распредвалами (за исключением 12-клапанного SOHC двигателя 1G-EU) появилась система изменения фаз газораспределения. 1G-GEU стал первым двигателем Toyota с двумя распредвалами и четырьмя клапанами на цилиндр. Прототип 1G-GEU, названный LASREα-X, получил две турбины, изменяемые фазы газораспределения, а также изменяемый впускной коллектор, и был установлен на шоу-кар Toyota FX-1, представленный в 1983 году на Токийском автосалоне. Этот прототип продемонстрировал целый ряд технологий, которые впоследствии стали обычным явлением.
Двигатели G выпускались в качестве альтернативы двигателям M-серии и серии JZ.

## 1G
Так как двигатель выпускался только в одном объёме, все двигатели серии G имеют обозначение 1G и одни и те же диаметр цилиндра и ход поршня в 75 миллиметров.

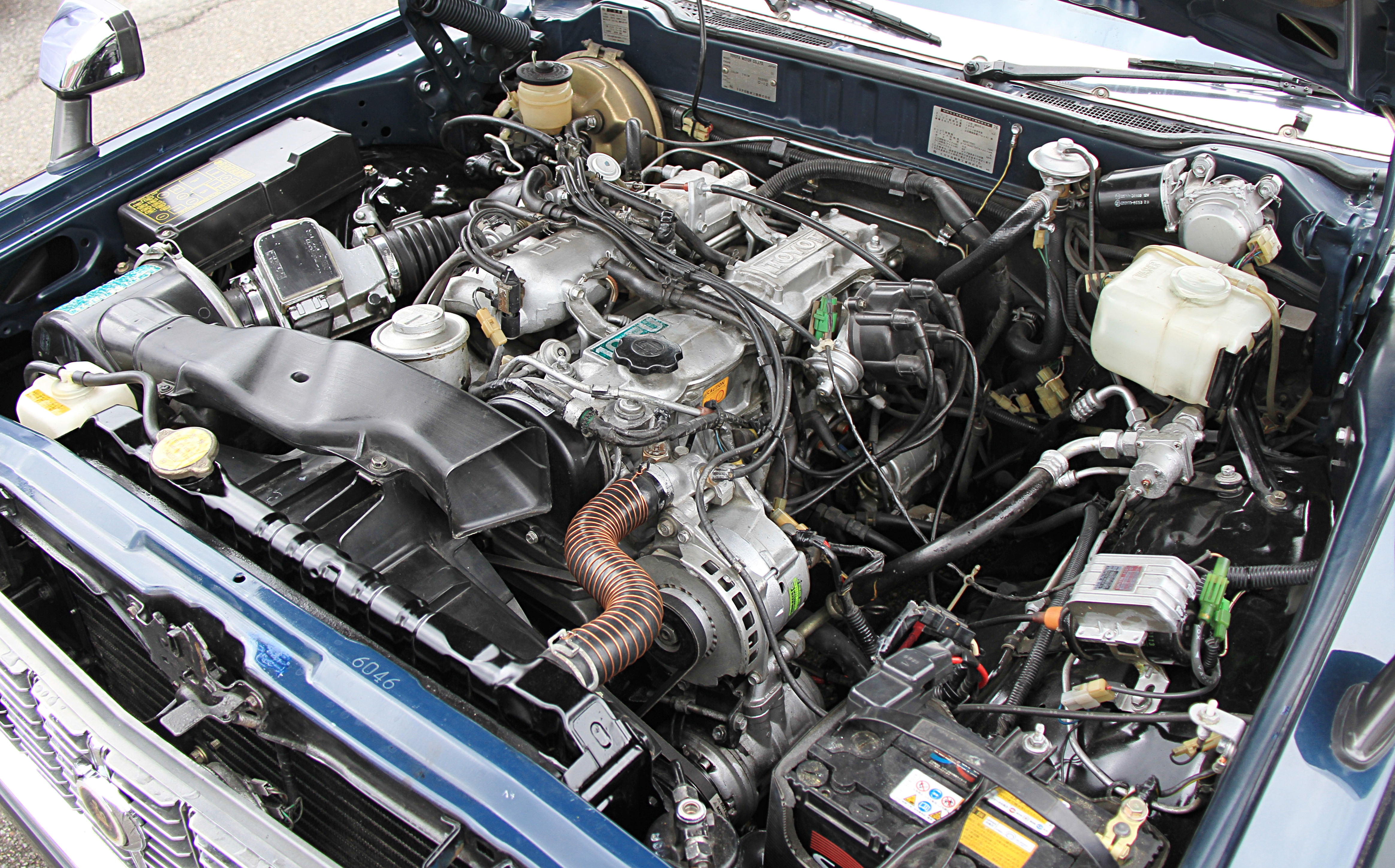
Двигатель 1G-EU под капотом Toyota Crown, 1982

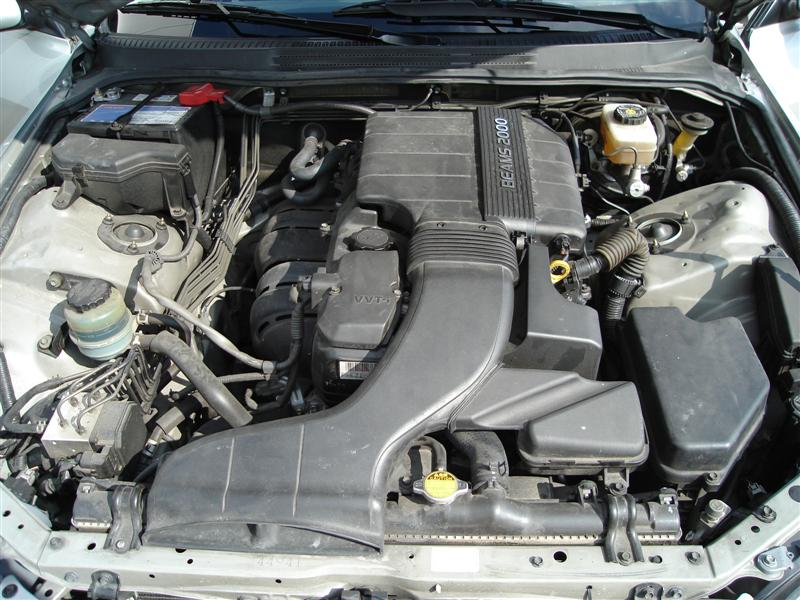
Двигатель 1G-FE под капотом Lexus IS200

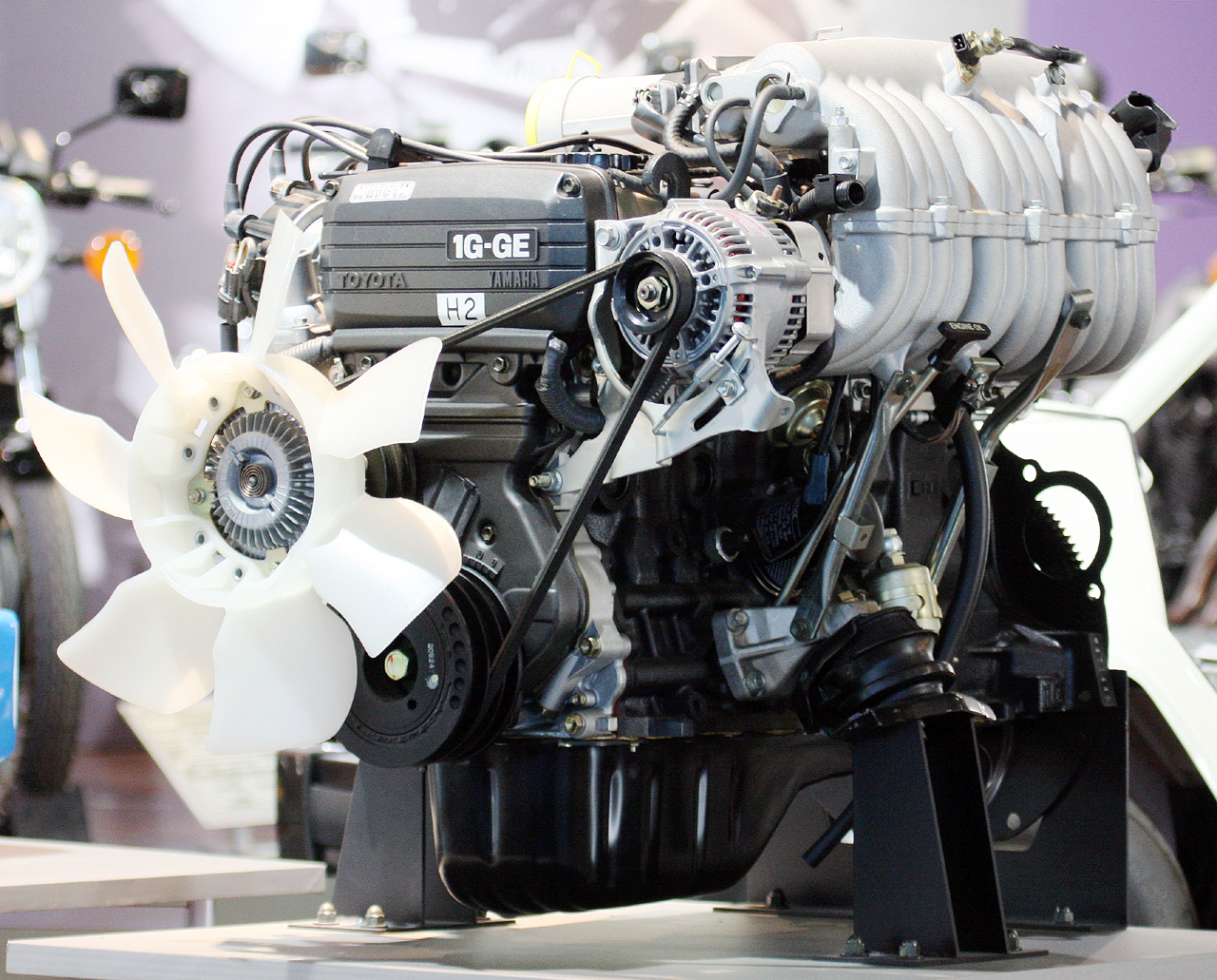
Двигатель 1G-GE, 1982

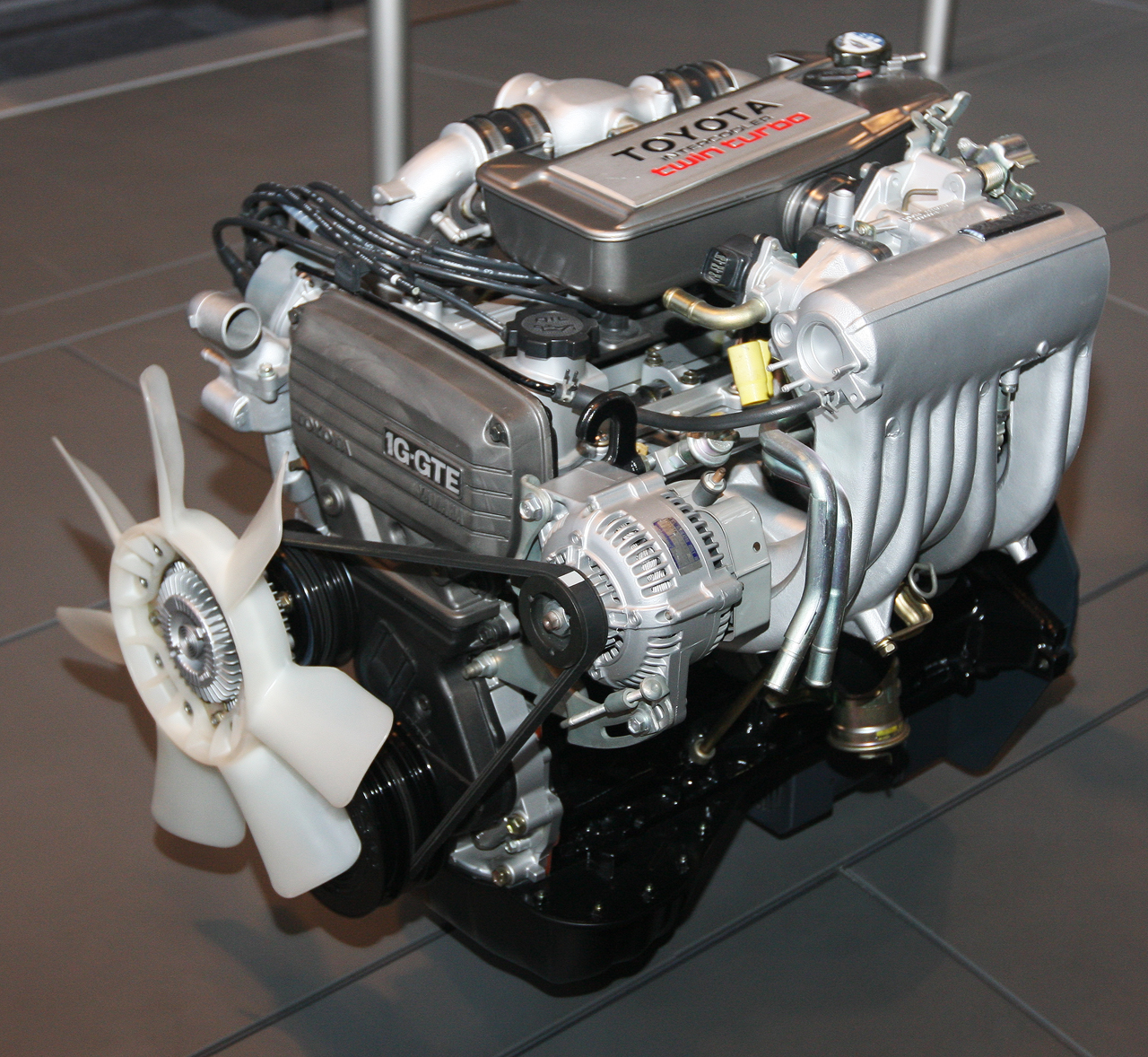
Двигатель 1G-GTE, 1985

1G устанавливался на автомобили:
- Toyota Soarer
- Toyota Celica Supra
- Toyota Crown
- Toyota Cressida
- Toyota Altezza / Lexus IS 200

### 1G-EU
Японская версия, 1G-EU, выпускалась с 1979 по 1988 годы. Этот двигатель имел по два клапана на цилиндр и один распредвал. Его мощность составляла 105—125 л. с. (78—93 кВт) при 5400 оборотах в минуту, а крутящий момент — 157—172 Н⋅м при 4400 оборотах в минуту.

### 1G-FE
Двигатель 1G-FE с двумя распредвалами использует малый ход клапана и другие оптимизации по экономии топлива. Этот двигатель появился в 1988 году. Его мощность составляла 135 л. с. (101 кВт) при 5600 оборотах в минуту, а крутящий момент — 176 Н⋅м при 4400 оборотах в минуту.
В 1998 году с выходом автомобиля Toyota Altezza/Lexus IS двигатель получил серьёзное обновление и дополнительную приставку к своему имени — 1G-FE BEAMS (Breakthrough Engine with Advanced Mechanism System). Несмотря на то, что двигатель был построен по аналогичной схеме, конструктивно он более сложен и имеет мало общих деталей с предшественником. Были созданы новая ГБЦ, новая цилиндро-поршневая группа и коленчатый вал. Конструкция блока цилиндров также подверглась изменениям. Появилась система сдвига фаз газораспределения VVT-i, электронно управляемая дроссельная заслонка ETCS, бесконтактное электронное зажигание DIS-6 и система управления геометрией впускного коллектора ACIS. Также был установлен новый равнодлинный выпускной коллектор. Из-за внесённых изменений появилась опасность повреждения клапанов в случае обрыва ремня ГРМ. Выдаваемая мощность возросла до 160 л. с. (119 кВт) при 6200 оборотах в минуту, а крутящий момент — до 200 Н⋅м при 4400 оборотах в минуту. С окончанием выпуска первого поколения Lexus IS производство этого двигателя было прекращено в 2005 году.
| Объём двигателя, куб.см                               | 1988                                                                               |
| Максимальная мощность, л.с.                           | 135 — 160                                                                          |
| Максимальный крутящий момент, Н*м (кг*м) при об./мин. | 157 (16) / 4000 177 (18) / 4000 177 (18) / 4400 181 (18) / 4400 195 (20) / 4600    |
| Используемое топливо                                  | Бензин Regular (АИ-92, АИ-95) Бензин Premium (АИ-98) Бензин Бензин АИ-95           |
| Расход топлива, л/100 км                              | 5.8 — 12.8                                                                         |
| Тип двигателя                                         | 6-цилиндровый, 24-клапанный, DOHC, жидкостное охлаждение                           |
| Доп. информация о двигателе                           | 3                                                                                  |
| Максимальная мощность, л.с. (кВт) при об./мин.        | 135 (99) / 5200 135 (99) / 5600 140 (103) / 5600 143 (105) / 5500 155 (114) / 6200 |
| Степень сжатия                                        | 9.6 — 10.5                                                                         |
| Диаметр цилиндра, мм                                  | 75                                                                                 |
| Ход поршня, мм                                        | 75                                                                                 |
| Механизм изменения объёма цилиндров                   | нет                                                                                |
| Выброс CO2, г/км                                      | 231 — 237                                                                          |
| Количество клапанов на цилиндр                        | 4                                                                                  |
| Система старт-стоп                                    | нет                                                                                |

1G-FE устанавливался на автомобили:
- Toyota Altezza / Lexus IS 200
- Toyota Crown
- Toyota Mark II / Chaser / Cresta
- Toyota Verossa
- Toyota Soarer
- Toyota Supra

### 1G-GEU
24-клапанный DOHC двигатель 1G-GEU разрабатывался для обеспечения высокой производительности и обладал двускатной камерой сгорания. Двигатели выпускались с августа 1982 по 1986 год, в основном, для японского рынка. Мощность двигателя составляла 140—160 л. с. (104—119 кВт) при 6200 оборотах в минуту, а крутящий момент — 162—181 Н⋅м при 5600 оборотах в минуту. Это был первый двигатель Toyota с двумя распредвалами и четырьмя клапанами на цилиндр, за что получил награду «JSME Medal for New Technology» в 1982 году. Для минимизации недостатков своей конструкции, 1G-GEU оборудовался T-VIS, системой изменения геометрии впускного коллектора, позволявшей увеличивать крутящий момент путём изменения геометрии впускного коллектора в зависимости от оборотов двигателя. Как и все последующие автомобили Toyota с двумя распредвалами, привод ГРМ был ременной, в отличие от цепного обладавший меньшими уровнем шума и требованиям к техническому обслуживанию. В августе 1983 года система впрыска топлива была изменена на EFI-D, которая позволяла измерить давление во впускном коллекторе, для определения правильной топливно-воздушной смеси.
1G-GEU устанавливался на автомобили:
- Август 1981—1985 Celica XX GA61
- Август 1982-? Toyota Chaser/Mark II/Cresta
- Август 1983-? Toyota Crown
- Февраль 1983-? Toyota Soarer

### 1G-GE
Двигатель 1G-GE сменил 1G-GEU в 1988 году. Мощность двигателя снизилась со 160 до 150 лошадиных сил, двигатель устанавливался на те же автомобили, что и 1G-GEU. Он выпускался для Supra GA70 до 1993 года.
Существовали, как минимум, 3 вариации этого двигателя: дорестайлинг (с надписями синего цвета на клапанных крышках), рестайлинг (с надписями красного цвета) и модифицированный рестайлинг. Все изменения были незначительными и касались формы клапанных крышек, геометрии впускного коллектора и связанных с ним узлов.

### 1G-GTE
24-клапанный DOHC двигатель 1G-GTE стал первым турбированным двигателем серии с двумя нагнетателями CT-12. Существовало три поколения этого двигателя с интеркулерами воздух-воздух и воздух-вода, выдававшие мощность от 185 до 210 л. с. (138—157 кВт) при 6200 оборотах в минуту и крутящий момент от 234 до 275 Н⋅м при 3800 оборотах в минуту соответственно. Это был самый мощный двигатель в серии G. В мае 1991 года на большинстве из автомобилей его сменил 180-сильный двигатель 1JZ-GE.
1G-GTE устанавливался на автомобили:
- 1986—1992 Supra MK3 (шасси GA70, только Япония)
- 1988—1992 Mark II/Chaser/Cresta (шасси GX81)
- 1986—1991 Soarer (шасси GZ20)

### 1G-GPE
1G-GPE являлся двигателя 1G-GE, работавший на сжиженном газу. Его мощность составляла 110 л. с. (81 кВт) при 5600 оборотах в минуту, а крутящий момент — 152 Н⋅м при 2400 оборотах в минуту.
1G-GPE устанавливался на автомобили:
- Toyota Crown Comfort[11]

### 1G-GZE
1G-GZE, являвшийся версией двигателя Toyota G с нагнетателем, выпускался с 1986 по 1992 год. Его мощность составляла 168 л. с. (125 кВт) при 6000 оборотах в минуту, а крутящий момент — 226 Н⋅м при 3600 оборотах в минуту. Как и турбированная версия, он был 24-клапанным DOHC двигателем, но отличался системой зажигания (DIS). 1G-GZE работал только в паре с автоматической коробкой передач. В августе 1991 года его сменил 1JZ-GE на автомобилях Mark II/Chaser/Cresta, оставаясь на Crown до 1992 года.
1G-GZE устанавливался на автомобили:
- Toyota Crown GS120, GS121, GS130, GS131[12]
- 1988—1990 Toyota Mark II/Chaser/Cresta GX81